# Llac General Carrera
El llac General Carrera o Buenos Aires s'ubica a la Patagònia i és compartit per Argentina i Xile. A Argentina és conegut com a llac Buenos Aires, mentre que a Xile es denomina llac General Carrera, essent ambdós noms correctes a nivell internacional.

## Descripció
Aquest llac té una superfície de 1850 km², dels quals 970 km² estan en la xilena XI Regió d'Aisén del General Carlos Ibáñez del Campo i els restants 880 km² pertanyen a la província argentina de Santa Cruz, el que el converteix en el llac més gran del territori xilè i el quart de l'Argentina. A més, considerat en conjunt, és el segon d'Amèrica del Sud, després del Titicaca.
Aquest llac d'origen glacial, envoltat per la serralada dels Andes desguassa a l'oceà Pacífic a través del riu Baker. Tanmateix, presenta un petit efluent al costat oriental anomenat Fènix Chico, el qual desemboca al riu Deseado i aquest a l'oceà Atlàntic, encara que en l'actualitat aquest efluent és intermitent a causa de l'erosió lateral i als ensorraments de la morrena que reté el llac per l'est.
El llac té una profunditat màxima de 590 metres. El clima del seu entorn és fred i molt ventós, i les seves costes generalment amb penya-segats, el que fa difícil l'establiment humà, el qual no ha impedit la formació de diversos pobles a les vores d'aquest llac gràcies al fet que les seves costes tenen un microclima força benigne, com en el cas dels poblats de Puerto Ingeniero Ibáñez a la riba nord i Chile Chico a la riba sud, ambdós en territori xilè. A la costa argentina s'ubica el poble de Los Antiguos, veí de Chile Chico i el més antic de la zona, mentre que la ciutat de Perito Moreno, s'ubica a uns quilòmetres a l'interior.

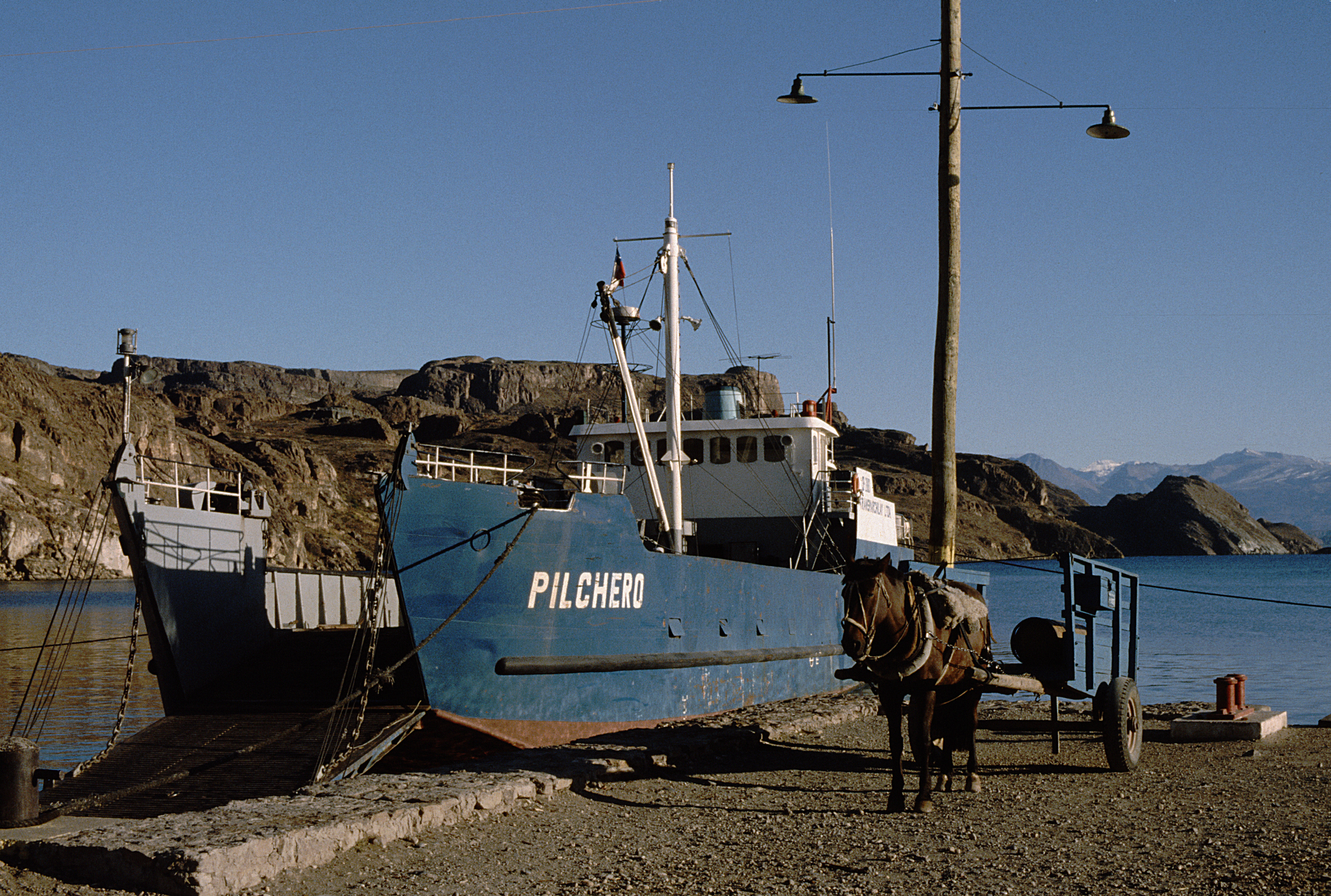
Barcassa a Chile Chico, a la costa xilena del llac Buenos Aires/General Carrera

Les costes d'aquest llac van començar a ser habitades per població criolla i europea entre 1900 i 1925. El 1971 i el 1991, l'erupció del Volcà Hudson va provocar estralls en aquesta zona, l'economia de la qual es basa principalment en la ramaderia ovina.
El costat argentí és de relatiu fàcil accés, a causa d'una antiga pista utilitzada pels patagons i, durant el segle xix, per l'explorador Francisco Pascasio Moreno que va ser qui va descobrir el llac. Aquesta pista va ser convertida, als anys 1930, en part de la RN 40. D'altra banda, el costat xilè ha mantingut un aïllament prolongat respecte a la resta del país. Durant molts anys només va ser accessible aquesta zona utilitzant les vies per territori argentí fins que l'obertura a començaments dels anys 1990 de la Carretera Austral va permetre la seva connexió directa amb la resta de Xile, la qual cosa va produir un apogeu turístic. Aquest llac és famós per la seva "Catedral de Marbre", un illot en mig del llac compost per roques de tons blancs i voris, i per l'abundància en peixos com truites i altres salmònids.